# Dawaun Parker
Dawaun Parker, né le 9 mai 1984 à Providence, dans le Rhode Island, est un producteur de hip-hop américain.

## Biographie
Parker est originaire de Boston, dans le Massachusetts. Parker travaille dans l'équipe d'Aftermath Entertainment autour d'Eminem, 50 Cent, Dr. Dre ou encore Kendrick Lamar,. Il travaille également avec des artistes comme Busta Rhymes ou Snoop Dogg. Il est le producteur exécutif de la chanson Crack a Bottle d'Eminem qui se hisse à la première place des classements hebdomadaires aux États-Unis.
En 2009, il participe à l'album à succès Relapse d'Eminem sur lequel il produit entre 14 et 15 chansons. Le 18 octobre 2010, il est annonce que Parker travaille sur un nouvel EP intitulé The Decision. En 2014, il annonce que le nouvel album de Dr. Dre, auquel il participe, sera intitulé autrement que Detox.

## Discographie

### Productions
- 50 Cent : Come and Go
- 50 Cent : Fire (featuring Nicole Scherzinger & Young Buck)
- 50 Cent : I Get It In
- 50 Cent : Talk About Me
- 50 Cent : Death to My Enemies
- 50 Cent : Psycho (featuring Eminem)
- 50 Cent : Straight to the Bank
- Bishop Lamont : No Stoppin' Carson
- Bishop Lamont : Grow Up
- Bobby Digital : Up Again
- Busta Rhymes : Get You Some
- Busta Rhymes : How We Do It Over Here
- Busta Rhymes : Don't Get Carried Away (featuring Nas)
- Busta Rhymes : You Can't Hold the Torchavec (featuring Q-Tip)
- Busta Rhymes : Legend of the Fall Off's
- Busta Rhymes : Goldmine (featuring Raekwon)
- Busta Rhymes : In the Ghetto (featuring Rick James)
- Busta Rhymes : Been Through the Storm (featuring Stevie Wonder)
- Dawaun Parker : Lost (coproduit par Dr. Dre)
- Dawaun Parker : Schemin'
- Eminem : Crack a Bottle (featuring Dr. Dre et 50 Cent)
- Eminem : Hello
- Eminem : Medicine Ball
- Eminem : Same Song & Dance
- Eminem : Old Time's Sake (featuring Dr. Dre)
- Eminem : Must Be the Ganja
- Eminem : 3 a.m.
- Eminem : My Mom
- Eminem : Insane
- Eminem : Bagpipes from Baghdad
- Eminem : We Made You
- Eminem : Stay Wide Awake
- Eminem : Déjà Vu
- Eminem : Underground
- Eminem : I'm Having a Relapse
- Eminem : Hell Breaks Loose (featuring Dr. Dre)
- Eminem : Taking My Ball
- Eminem : Music Box
- Eminem : Drop the Bomb on 'Em
- Eminem : So Bad
- G.A.G.E. : Goin Leave You (featuring Raekwon et Jabar)
- Game : Blood of Christ
- Game : Dead People
- The GodBody : Beef
- The GodBody : The Fly Butter (Holy Smokes)
- The GodBody : Just Another Day
- The GodBody : Fell Off
- Jay-Z : 30 Something
- Jay-Z : Lost One
- Jay-Z : Trouble
- Jay-Z : Minority Report (featuring Ne-Yo)
- Joe Budden : Hate Me
- Kendrick Lamar : Black Boy Fly
- Raekwon : Catalina
- Raekwon : About Me
- Snoop Dogg : Round Here
- Snoop Dogg : Imagine (featuring Dr. Dre et D'Angelo)
- Snoop Dogg : Boss' Life (featuring Nate Dogg)
- Stat Quo : Get Low
- T.I. : Why You Wanna
- Travis Barker : City of Dreams (featuring The Clipse et Kobe)
- Travis Barker : Director's Cut (featuring Yelawolf)
- Young Buck : Hold on
- Young Buck : U Ain't Goin' Nowhere